# Nikola Tanhofer
Nikola Tanhofer (Sesvete, 25. prosinca 1926. – Zagreb, 24. studenog 1998.), hrvatski snimatelj i redatelj, utemeljitelj studija filmskog i televizijskog snimanja na Akademiji kazališne i filmske umjetnosti u Zagrebu.

## Vanjske poveznice
- Životopis  Arhivirana inačica izvorne stranice od 1. siječnja 2007. (Wayback Machine) stranice Odsjeka snimanja Akademije dramskih umjetnosti u Zagrebu